# یان باتوری
یان باتوری (لهستانی: Jan Batory؛ ۲۳ اوت ۱۹۲۱ – ۱ اوت ۱۹۸۱) کارگردان فیلم و فیلم‌نامه‌نویس اهل لهستان بود.

از فیلم‌های او می‌توان به «درمانی برای عشق» (۱۹۶۶) اشاره کرد.